# Шапелон
Шапелон (фр. Chapelon) је насељено место у Француској у региону Центар, у департману Лоаре.
По подацима из 2011. године у општини је живело 278 становника, а густина насељености је износила 42,64 становника/km².

## Демографија
| 1962. | 1968. | 1975. | 1982. | 1990. | 2011. |
| ----- | ----- | ----- | ----- | ----- | ----- |
| 234   | 215   | 185   | 167   | 221   | 278   |